# تپه سفره
تپه سفره مربوط به سده‌های اولیه و میانه دوران‌های تاریخی پس از اسلام است و در شهرستان خرم‌آباد، بخش مرکزی، دهستان کرگاه شرقی، روستای سالی بزرگ واقع شده و این اثر در تاریخ ۲۲ اسفند ۱۳۸۵ با شمارهٔ ثبت ۱۸۱۳۵ به‌عنوان یکی از آثار ملی ایران به ثبت رسیده است.